# 大连高等商业学校
大连高等商业学校（日语：〔〕／ Dairen Kōtō Shōgyō Gakkō）是日本在租借地关东州大连市设立的一所旧制专门学校，自1936年设立，1944年改称“大连经济专门学校”，1946年废校。

## 历史
1936年11月17日，由福海茂太郎通过财团设立，初为私立学校。次年4月18日，第1届学生入学，次日开始授课；同年9月宿舍“大亚寮”竣工。1938年5月，设立“星浦学会”，下辖新聞部、杂志部、事業部和研究部；同年10月，杂志《大连高商论丛》发表；1939年4月，“新亚寮”竣工。1940年3月，成立“大连高商同窗会”。
1941年4月2日，根据敕令第366号，学校由私立学校改制为公立学校。星浦学会解散，改设立“兴亚经济研究所”。1941年12月和1942年9月，第3、4届学生相继毕业。1944年4月改名为大连经济专门学校，同时大亚、兴亚、白波三座宿舍整合为一座“光明寮”。日本无条件投降后，1945年9月第7届学生离校，校舍被苏军接收。1946年5月25日，发给在读的第8、9届学生在读证明后，学校废校。

## 校址
创校早期的校址设于早苗小学校的临时校舍，1938年9月移至光明台校舍，日本战败后校舍被苏军接收，1946—1947年间为短暂存在的旅大建国学院用于培养青年干部，1952年起为旅大市中学教师进修学校（后改制为大连教育学院，位于西岗区五四路82号）使用。2002年被大连市定为第一批重点保护建筑。

## 历任校长
- 创校筹备负责人：村川澄（1936年11月 - 1937年3月）
- 第1任：松村行藏（1937年3月 - 1942年12月）
- 第2任：德重伍介（日语：徳重伍介）（1942年12月 - 1946年），原山口高等商業学校教授